# Tragiscoschema bertolonii
Tragiscoschema bertolonii là một loài bọ cánh cứng trong họ Cerambycidae.